# مارکفیپاخ
مارکفیپاخ (به آلمانی: Markvippach) یک شهر در آلمان است که در زومردا واقع شده‌است. مارکفیپاخ ۵۷۰ نفر جمعیت دارد.